# Isla Sombrero

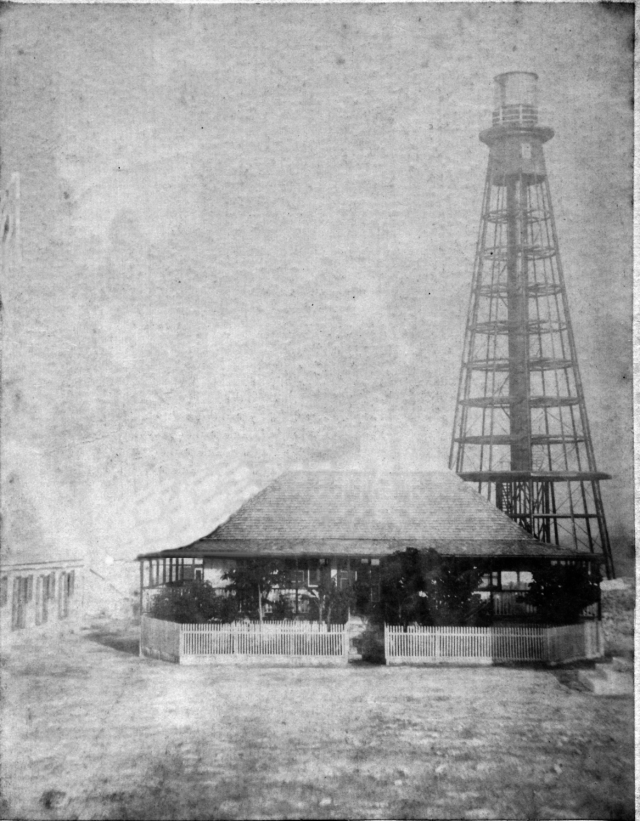
Antiguo faro (c. 1880)

La isla Sombrero es una isla que forma parte de la dependencia de Anguila, en el mar Caribe. Se encuentra alejada del resto de las islas principales, al extremo noroeste de la isla de Anguila. Tiene un área de 5 km² y se encuentra deshabitada. El 22 de mayo de 2018 se aprobó considerar el área del Parque marino Reserva Natural Isla Sombrero, con 1050,7 ha, como Sitio Ramsar (n.º ref. 2354).
El único punto de acceso está al oeste de la isla y es una escalera metálica que salva el acantilado de unos 10 m de altura. Una vez arriba, hay unas cuantas construcciones y dos faros en ruinas. Durante 30 años se extrajo guano y las construcciones corresponden a las que se usaron para este fin. Actualmente hay un faro o baliza automático.
- Datos: Q730092
- Multimedia: Sombrero, Anguilla / Q730092